# Tecnología

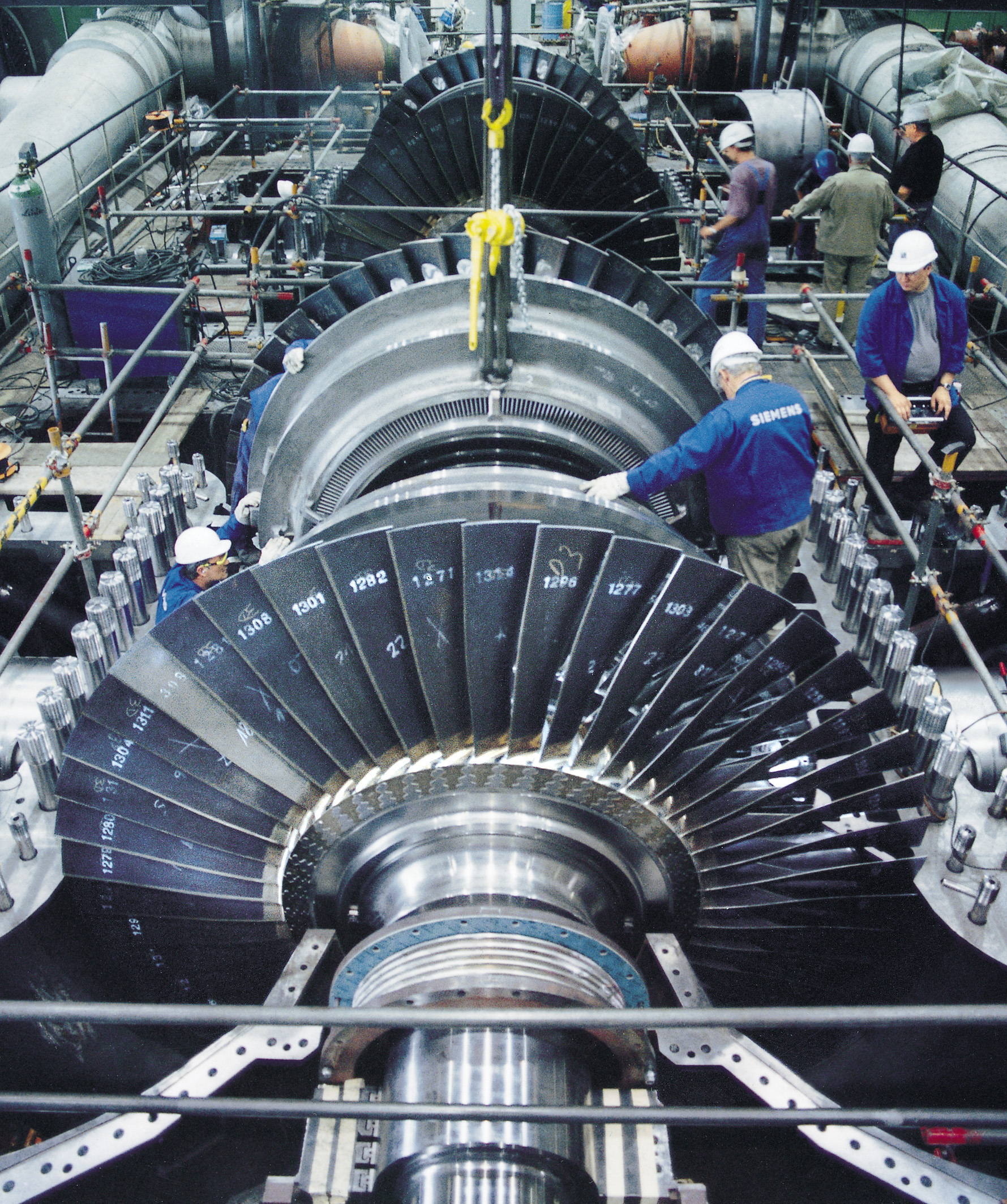
Una turbina de vapor con la caja abierta. Estas turbinas producen la mayor parte de la electricidad que se utiliza en la actualidad. El consumo de electricidad y los niveles de vida están altamente correlacionados.

La tecnología (del griego τέχνη téchnē, ‘arte’, ‘oficio’ y -λογία -loguía, ‘tratado’, ‘estudio’) es la suma de técnicas, habilidades, métodos y procesos utilizados en la producción de bienes o servicios o en el logro de objetivos, como la investigación científica. La tecnología puede ser el conocimiento de técnicas y procesos, o puede integrarse en máquinas para permitir su funcionamiento sin necesidad de un conocimiento detallado de su operación. Los sistemas (por ejemplo, máquinas) que aplican tecnología tomando una entrada, cambiándola de acuerdo con el uso del sistema y luego produciendo un resultado se denominan sistemas tecnológicos.
La tecnología tiene muchos efectos. Ha contribuido al desarrollo de economías más avanzadas, incluida la economía global actual. Sin embargo, muchos procesos tecnológicos generan externalidades negativas, como la contaminación y el agotamiento de los recursos naturales, lo que resulta perjudicial para el planeta Tierra. No obstante, la tecnología también puede utilizarse para proteger el medio ambiente, buscando soluciones que permitan satisfacer de manera sostenible las crecientes necesidades de la sociedad, sin agotar ni degradar los recursos materiales y energéticos del planeta, ni aumentar las desigualdades sociales.
Las innovaciones influyen en los valores de cada sociedad y cuestiones éticas de la tecnología. Los ejemplos incluyen el surgimiento de la noción de eficiencia en términos de productividad humana y los desafíos de la bioética. El campo interdisciplinario de estudios de ciencia, tecnología y sociedad abarca tales efectos culturales, éticos y políticos.
Han surgido debates filosóficos sobre la tecnología, con desacuerdos respecto a si mejora o empeora la condición humana. El neoludismo, el anarco-primitivismo y movimientos similares critican la omnipresencia de la tecnología, argumentando que daña el medio ambiente y aliena a las personas. Los defensores de ideologías como el transhumanismo y el tecnoprogresismo ven el progreso tecnológico continuo como beneficioso para la sociedad y la condición humana.

## Historia
La historia de la tecnología es la historia de la invención de herramientas y técnicas con un propósito práctico. Los artefactos tecnológicos son productos de una economía, una fuerza del crecimiento económico y una buena parte de la vida. Las innovaciones tecnológicas afectan y están afectadas por las tradiciones culturales de la sociedad. También son un medio de obtener poder militar.
La forma más simple de tecnología es el desarrollo y uso de herramientas básicas. La invención prehistórica de herramientas de piedra, seguida por el descubrimiento de cómo controlar el fuego, aumentaron las fuentes de alimento. La posterior Revolución Neolítica  cuadruplicó el sustento disponible de un territorio. La invención de la rueda ayudó a los humanos a viajar y controlar su entorno.
La historia moderna está relacionada íntimamente con la historia de la ciencia, pues el número del descubrimiento de nuevos conocimientos ha permitido crear nuevas cosas y, recíprocamente, se han podido realizar nuevos descubrimientos científicos gracias al desarrollo de nuevas tecnologías, que han extendido las posibilidades de experimentación y adquisición del conocimiento.
Los desarrollos en tiempos históricos, incluida la imprenta, el teléfono e Internet, han reducido las barreras físicas a la comunicación y han permitido que los humanos interactúen libremente a escala global.

## Funciones
En la prehistoria, las tecnologías han sido usadas para satisfacer necesidades esenciales (alimentación, vestimenta, vivienda, protección personal, relación social, comprensión del mundo natural y social), y en la historia también para obtener placeres corporales y estéticos (deportes, música, hedonismo en todas sus formas) y como medios para satisfacer deseos (simbolización de estatus, fabricación de armas y toda la gama de medios artificiales usados para persuadir y dominar a las personas).
La tecnología aporta grandes beneficios a la humanidad, su papel principal es crear mejores herramientas útiles para simplificar el ahorro de tiempo y esfuerzo de trabajo. La tecnología juega un papel principal en nuestro entorno social ya que gracias a ella podemos comunicarnos de forma inmediata gracias a la telefonía celular.

### Funciones no técnicas
Después de un tiempo, las características novedosas de los productos tecnológicos son copiadas por otras marcas y dejan de ser un buen argumento de venta. Toman entonces gran importancia las creencias del consumidor sobre otras características independientes de su función principal, como las estéticas y simbólicas.

#### Función estética
Más allá de la indispensable adecuación entre forma y función técnica, se busca la belleza a través de las formas, colores y texturas. Entre dos productos de iguales prestaciones técnicas y precios, cualquier usuario elegirá seguramente al que encuentre más bello. A veces, caso de las prendas de vestir, la belleza puede primar sobre las consideraciones prácticas. Frecuentemente compramos ropa bonita aunque sepamos que sus ocultos detalles de confección no son óptimos, o que su duración será breve debido a los materiales usados. Las ropas son el rubro tecnológico de máxima venta en el planeta porque son la cara que mostramos a las demás personas y condicionan la manera en que nos relacionamos con ellas.

#### Función simbólica
Cuando la función principal de los objetos tecnológicos es la simbólica, no satisfacen las necesidades básicas de las personas y se convierten en medios para establecer estatus social y relaciones de poder.
Las joyas hechas de metales y piedras preciosas no impactan tanto por su belleza (muchas veces comparable al de una imitación barata) como por ser claros indicadores de la riqueza de sus dueños. Las ropas costosas de primera marca han sido tradicionalmente indicadores del estatus social de sus portadores. En la América colonial, por ejemplo, se castigaba con azotes al esclavo o liberto africano que usaba ropas españolas por pretender ser lo que no es.

El caso más destacado y frecuente de objetos tecnológicos fabricados por su función simbólica es el de los grandes edificios: catedrales, palacios, rascacielos gigantes. Están diseñados para empequeñecer a los que están en su interior (caso de los amplios atrios y altísimos techos de las catedrales), deslumbrar con exhibiciones de lujo (caso de los palacios), infundir asombro y humildad (caso de los grandes rascacielos). No es casual que los terroristas del 11 de septiembre de 2001 eligieran como blanco principal de sus ataques a las Torres Gemelas de Nueva York, sede de la Organización Mundial del Comercio y símbolo del principal centro del poderío económico estadounidense.

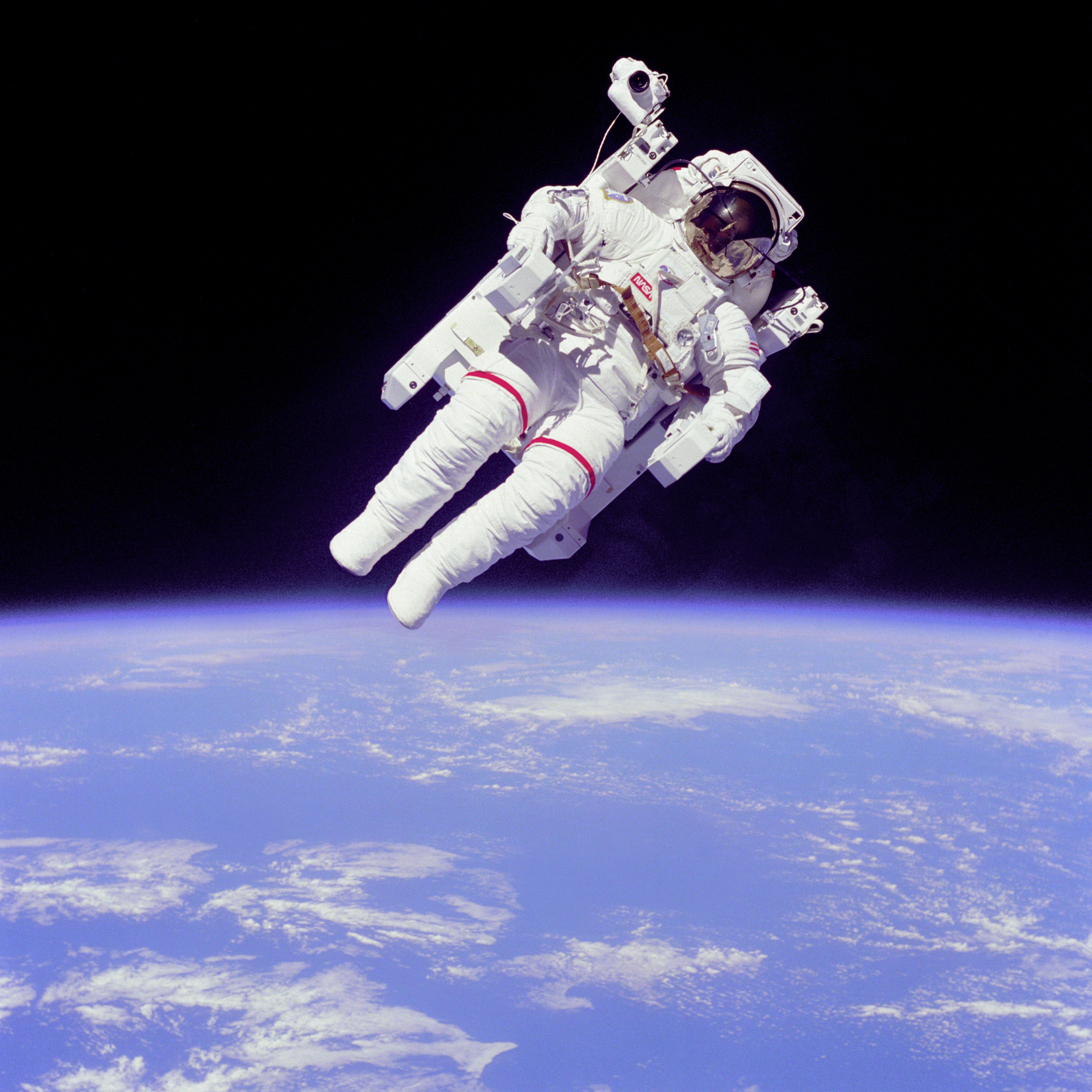
El desarrollo tecnológico alcanzado permitió a la humanidad abandonar por primera vez la superficie terrestre en la década de 1960, con lo que inició la exploración del espacio exterior.

El Programa Apolo fue lanzado por el presidente John F. Kennedy en el clímax de la Guerra Fría, cuando Estados Unidos estaba aparentemente perdiendo la carrera espacial frente a los rusos, para demostrar al mundo la inteligencia, riqueza, poderío y capacidad tecnológica de los Estados Unidos. Con las pirámides de Egipto, es el más costoso ejemplo del uso simbólico de las tecnologías.

## Métodos
Las tecnologías usan, en general, métodos diferentes del científico, aunque la experimentación es también usado por las ciencias. Los métodos difieren según se trate de tecnologías de producción artesanal o industrial de artefactos, de prestación de servicios, de realización u organización de tareas de cualquier tipo.
Un método común a todas las tecnologías de fabricación es el uso de herramientas e instrumentos para la construcción de artefactos. Las tecnologías de prestación de servicios, como el sistema de suministro eléctrico hacen uso de instalaciones complejas a cargo de personal especializado.

### Herramientas e instrumentos
Los principales medios para la fabricación de artefactos son la energía y la información. La energía permite dar a los materiales la forma, ubicación y composición que están descritas por la información. Las primeras herramientas, como los martillos de piedra y las agujas de hueso, solo facilitaban y dirigían la aplicación de la fuerza, por parte de las personas, usando los principios de las máquinas simples. El uso del fuego, que modifica la composición de los alimentos haciéndolos más fácilmente digeribles, proporciona iluminación haciendo posible la sociabilidad más allá de los horarios diurnos, brinda calefacción y mantiene a raya a alimañas y animales feroces, modificó tanto la apariencia como los hábitos humanos.
Las herramientas más elaboradas incorporan información en su funcionamiento, como las pinzas pelacables que permiten cortar la vaina a la profundidad apropiada para arrancarla con facilidad sin dañar el alma metálica. El término «instrumento», en cambio, está más directamente asociado a las tareas de precisión, como en instrumental quirúrgico, y de recolección de información, como en instrumentación electrónica y en instrumentos de medición, de navegación náutica y de navegación aérea.
Las máquinas herramientas son combinaciones complejas de varias herramientas gobernadas (actualmente, muchas mediante computadoras) por información obtenida desde instrumentos, también incorporados en ellas.

### Invención de artefactos

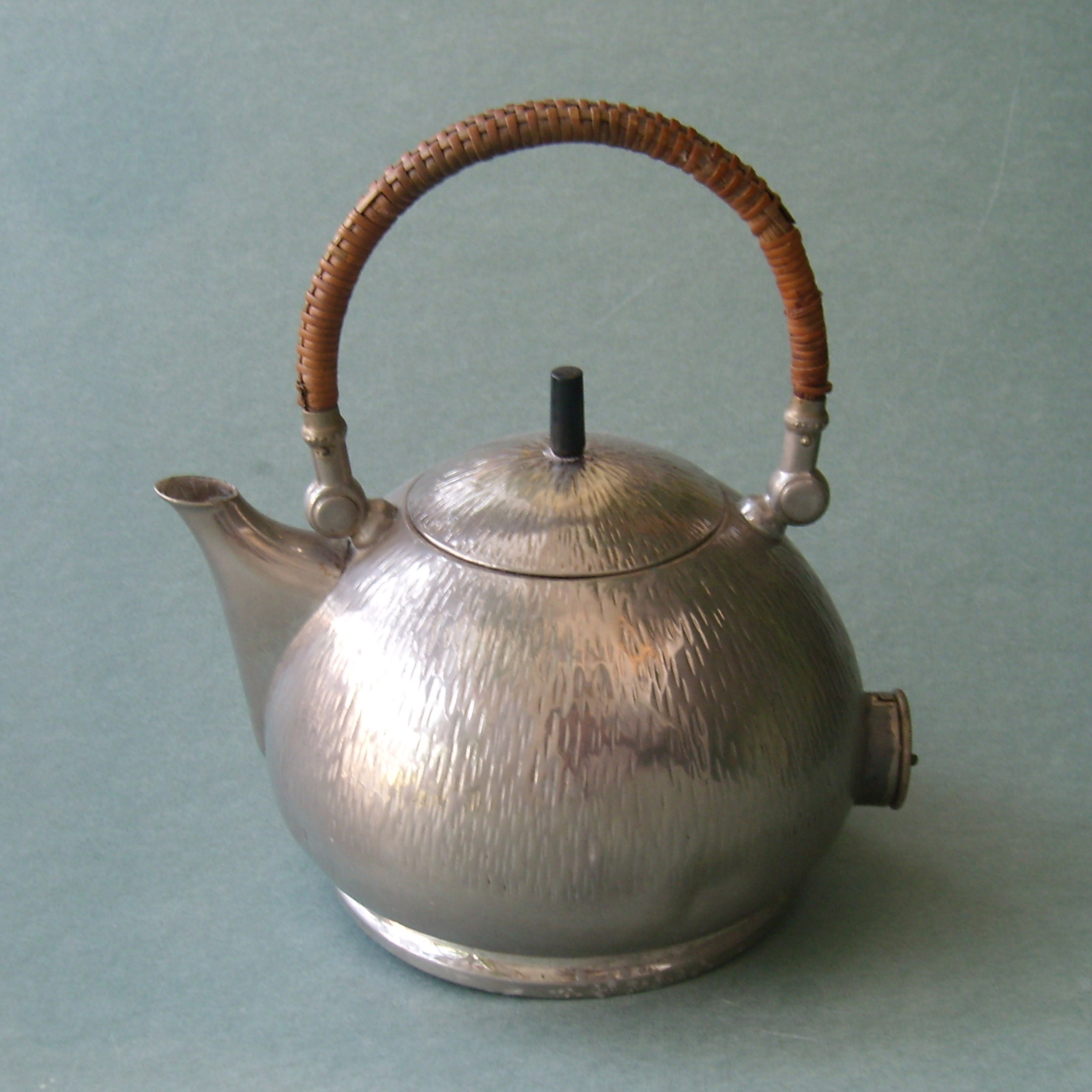
Hervidor eléctrico, AEG Peter Behrens, 1909

Aunque con grandes variantes de detalle según el objeto, su principio de funcionamiento y los materiales usados en su construcción, las siguientes son las etapas comunes en la invención de un artefacto novedoso:
- Identificación del problema práctico a resolver: Durante ésta, deben quedar bien acotados tanto las características intrínsecas del problema, como los factores externos que lo determinan o condicionan. El resultado debe expresarse como una función cuya expresión mínima es la transición, llevada a cabo por el artefacto, de un estado inicial a un estado final. Por ejemplo, en la tecnología de desalinización del agua, el estado inicial es agua salada, en su estado natural, el final es esa misma agua pero ya potabilizada, y el artefacto es un desalinizador. Una de las características críticas es la concentración de sal del agua, muy diferente, por ejemplo, en el agua oceánica de mares abiertos que en mares interiores como el mar Muerto. Los factores externos son, por ejemplo, las temperaturas máxima y mínima del agua en las diferentes estaciones y las fuentes de energía disponibles para la operación del desalinizador.
- Especificación de los requisitos que debe cumplir el artefacto: Materiales admisibles; cantidad y calidad de mano de obra necesaria y su disponibilidad; costos máximos de fabricación, operación y mantenimiento; duración mínima requerida del artefacto (tiempo útil), etc.
- Principio de funcionamiento: Frecuentemente hay varias maneras diferentes de resolver un mismo problema, más o menos apropiados al entorno natural o social. En el caso de la desalinización, el procedimiento de congelación es especialmente apto para las regiones árticas, mientras que el de ósmosis inversa lo es para ciudades de regiones tropicales con amplia disponibilidad de energía eléctrica. La invención de un nuevo principio de funcionamiento es una de las características cruciales de la innovación tecnológica. La elección del principio de funcionamiento, sea ya conocido o específicamente inventado, es el requisito indispensable para la siguiente etapa, el diseño, que precede a la construcción.
- Diseño del artefacto: Mientras que en la fabricación artesanal lo usual es omitir esta etapa y pasar directamente a la etapa siguiente de construcción de un prototipo (método de ensayo y error), pero el diseño es una fase obligatoria en todos los procesos de fabricación industrial. El diseño se efectúa típicamente usando saberes formalizados como los de alguna rama de la ingeniería, efectuando cálculos matemáticos, trazando planos de diversos tipos, utilizando diagramación, eligiendo materiales de propiedades apropiadas o haciendo ensayos cuando se las desconoce, compatibilizando la forma de los materiales con la función a cumplir, descomponiendo el artefacto en partes que faciliten tanto el cumplimiento de la función como la fabricación y ensamblado, etc.
- Simulación o construcción de un prototipo: Si el costo de fabricación de un prototipo no es excesivamente alto (donde el tope sea probablemente el caso de un nuevo modelo de automóvil), su fabricación permite detectar y resolver problemas no previstos en la etapa de diseño. Cuando el costo es prohibitivo, caso ejemplo, el desarrollo de un nuevo tipo de avión, se usan complejos programas de simulación y modelado numérico por computadora o modelización matemática, donde un caso simple es la determinación de las características aerodinámicas usando un modelo a escala en un túnel de viento.

Según el divulgador científico Asimov: 

Inventar exigía trabajar duro y pensar firme. Edison sacaba inventos por encargo y enseñó a la gente que no eran cuestión de fortuna ni de conciliábulo de cerebros. Porque –aunque es cierto que hoy disfrutamos del fonógrafo, del cine, de la luz eléctrica, del teléfono y de mil cosas más que él hizo posibles o a las que dio un valor práctico– hay que admitir que, de no haberlas inventado él, otro lo hubiera hecho tarde o temprano: eran cosas que «flotaban en el aire». Quizás no sean los inventos en sí lo que hay que destacar entre los aportes de Edison a nuestras vidas. La gente creía antes que los inventos eran golpes de suerte. El genio, decía Edison, es un uno por ciento de inspiración y un noventa y nueve por ciento de transpiración. No, Edison hizo algo más que inventar, y fue dar al proceso de invención un carácter de producción en masa.

Guilford, destacado estudioso de la psicología de la inteligencia, identifica como las principales destrezas de un inventor las incluidas en lo que denomina aptitudes de producción divergente. La creatividad, facultad intelectual asociada a todas las producciones originales, ha sido discutida por de Bono, quien la denomina pensamiento lateral. Aunque más orientado a las producciones intelectuales, el más profundo estudio sobre la resolución de problemas cognitivos es hecho por Newell y Simon, en el celebérrimo libro Human problem solving.

## Tipos de tecnologías

### Tecnologías duras y blandas
Muchas veces la palabra tecnología se aplica a la informática, la micro-eléctrica, el láser o a las actividades especiales, que son duras. Sin embargo, la mayoría de las definiciones que hemos visto también permiten e incluyen a otras, a las que se suele denominar blandas.
Las tecnologías blandas –en las que su producto no es un objeto tangible– pretenden mejorar el funcionamiento de las instituciones u organizaciones para el cumplimiento de sus objetivos. Dichas organizaciones pueden ser empresas industriales, comerciales o de servicio institucional, como o sin fines de lucro, etc. Entre las ramas de la tecnología llamadas blandas se destacan la educación (en lo que respecta al proceso de enseñanza), la organización, la administración, la contabilidad y las operaciones, la logística de producción, el marketing y la estadística, la psicología de las relaciones humanas y del trabajo, y el desarrollo de software.

Se suele llamar duras aquellas tecnologías que se basan en conocimiento de las ciencias duras, como la física o la química. Mientras que las otras se fundamentan en ciencias blandas, como la sociología, la economía, o la administración.

### Tecnologías apropiadas
La tecnología adecuada (TA), también conocida como tecnología apropiada o tecnología intermedia, es aquella tecnología que está diseñada con especial atención a los aspectos medioambientales, éticos, culturales, sociales y económicos de la comunidad a la que se dirigen. Atendiendo a estas consideraciones, las TA emergen del medio local, y normalmente demandan menos recursos, son más fáciles de mantener, presentan un menor coste y un menor impacto sobre el medio ambiente respecto a otras tecnologías equiparables.
Quienes proponen el término lo usan para describir aquellas tecnologías que consideran más adecuadas para su uso en países en vías de desarrollo o en zonas rurales subdesarrolladas de los países industrializados, en las que piensan que las altas tecnologías no podrían operar y mantenerse. La tecnología adecuada normalmente prefiere las soluciones intensivas en trabajo a otras intensivas en capital, aunque utiliza mecanismos de ahorro de trabajo cuando esto no implica altos costos de mantenimiento o de capital. En la práctica se la define a menudo como la que usa el nivel de tecnología más sencilla que puede alcanzar con eficacia el propósito buscado para esa localización concreta. 
E. F. Schumacher dice que esta tecnología, descrita en el libro Lo pequeño es hermoso, tiende a promover valores como la salud, la belleza y la permanencia, en ese orden.
El qué constituye la tecnología adecuada en cada caso particular es materia de debate, pero el término es usado generalmente al teorizar para cuestionar la alta tecnología o lo que consideran una excesiva mecanización, los desplazamientos humanos, el agotamiento de recursos naturales o los incrementos de la contaminación asociados a la industrialización. El término ha sido aplicado a menudo, aunque no siempre, a las situaciones que se dan en los países en desarrollo o a las zonas rurales subdesarrolladas de los países industrializados.
Los conceptos tecnologías apropiadas y tecnologías de punta son completamente diferentes. Las tecnologías de punta, término publicitario que enfatiza la innovación, son usualmente tecnologías complejas que hacen uso de muchas otras tecnologías más simples. Las tecnologías apropiadas frecuentemente, aunque no siempre, usan saberes propios de la cultura (generalmente artesanales) y materias primas fácilmente obtenibles en el ambiente natural donde se aplican. Algunos autores acuñaron el término tecnologías intermedias para designar a las tecnologías que comparten características de las apropiadas y de las industriales.

#### Ejemplos de tecnologías apropiadas
- La bioconstrucción o construcción de viviendas con materiales locales, como el adobe, con diseños sencillos pero que garanticen la estabilidad de la construcción, la higiene de las instalaciones, la protección contra las variaciones normales del clima y un bajo costo de mantenimiento, actividad tecnológica frecuentemente descuidada.[13]
- La letrina abonera seca es una manera higiénica de disponer de los excrementos humanos y transformarlos en abono sin uso de agua. Es una tecnología apropiada para ambientes donde el agua es escasa o no se puede depurar su carga orgánica con facilidad y seguridad.[14]

## Impactos de la tecnología

Preguntas de McLuhan sobre el impacto cultural de una tecnología.

La elección, desarrollo y uso de tecnologías puede tener impactos muy variados en todos los órdenes del quehacer humano y sobre la naturaleza. Uno de los primeros investigadores del tema fue McLuhan, quien planteó las siguientes cuatro preguntas a contestar sobre cada tecnología particular:
- ¿Qué genera, crea o posibilita?
- ¿Qué preserva o aumenta?
- ¿Qué recupera o revaloriza?
- ¿Qué reemplaza o deja obsoleto?

Este cuestionario puede ampliarse para ayudar a identificar mejor los impactos, positivos o negativos, de cada actividad tecnológica tanto sobre las personas como sobre su cultura, su sociedad y el medio ambiente:
- Impacto práctico: ¿Para qué sirve? ¿Qué permite hacer que sin ella sería imposible? ¿Qué facilita?
- Impacto simbólico: ¿Qué simboliza o representa? ¿Qué connota?
- Impacto tecnológico: ¿Qué objetos o saberes técnicos preexistentes lo hacen posible? ¿Qué reemplaza o deja obsoleto? ¿Qué disminuye o hace menos probable? ¿Qué recupera o revaloriza? ¿Qué obstáculos al desarrollo de otras tecnologías elimina?
- Impacto ambiental: ¿El uso de qué recursos aumenta, disminuye o reemplaza? ¿Qué residuos o emanaciones produce? ¿Qué efectos tiene sobre la vida animal y vegetal?
- Impacto ético: ¿Qué necesidad humana básica permite satisfacer mejor? ¿Qué deseos genera o potencia? ¿Qué daños reversibles o irreversibles causa? ¿Qué alternativas más beneficiosas existen?
- Impacto epistemológico: ¿Qué conocimientos previos cuestiona? ¿Qué nuevos campos de conocimiento abre o potencia?

### Economía
Las tecnologías, aunque no son objetos específicos de estudio de la Economía, han sido a lo largo de toda la historia, y lo son aún actualmente, parte imprescindible de los procesos económicos, es decir, de la producción e intercambio de cualquier tipo de bienes y servicios.
Desde el punto de vista de los productores de bienes y de los prestadores de servicios, las tecnologías son un medio indispensable para obtener renta.
Desde el punto de vista de los consumidores, las tecnologías les permiten obtener mejores bienes y servicios, usualmente (pero no siempre) más baratos que los equivalentes del pasado.
Desde el punto de vista de los trabajadores, las tecnologías han disminuido los puestos de trabajo al reemplazar crecientemente a los operarios por máquinas.
La mayoría de las teorías económicas da por sentada la disponibilidad de las tecnologías. Schumpeter es uno de los pocos economistas que asignó a las tecnologías un rol central en los fenómenos económicos. En sus obras señala que los modelos clásicos de la economía no pueden explicar los ciclos periódicos de expansión y depresión, como los de Kondrátiev, que son la regla más que la excepción. El origen de estos ciclos, según Schumpeter, es la aparición de innovaciones tecnológicas significativas (como la introducción de la iluminación eléctrica domiciliaria por Edison o la del automóvil económico por Ford) que generan una fase de expansión económica. La posterior saturación del mercado y la aparición de empresarios competidores cuando desaparece el monopolio temporario que da la innovación, conducen a la siguiente fase de depresión. El término empresario schumpeteriano es hoy corrientemente usado para designar a los empresarios innovadores que hacen crecer su industria gracias a su creatividad, capacidad organizativa y mejoras en la eficiencia.

### Industria

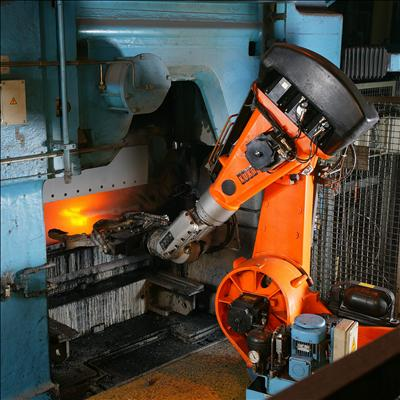
Brazo robot soldador.

La producción de bienes requiere la recolección, fabricación o generación de todos sus insumos. La obtención de la materia prima inorgánica requiere las tecnologías mineras. La materia prima orgánica (alimentos, fibras textiles...) requiere de tecnologías agrícolas y ganaderas. Para obtener los productos finales, la materia prima debe ser procesada en instalaciones industriales dé muy variado tamaño y tipo, donde se ponen en juego toda clase de tecnologías, incluida la imprescindible generación de energía.

### Servicios
Hasta los servicios personales requieren de las tecnologías para su buena prestación. Las ropas de trabajo, los útiles, los edificios donde se trabaja, los medios de comunicación y registro de información son productos tecnológicos. Servicios esenciales como la provisión de agua potable, tecnologías sanitarias, electricidad, eliminación de residuos, barrido y limpieza de calles, mantenimiento de carreteras, teléfonos, gas natural, radio, televisión, etc. no podrían brindarse sin el uso intensivo y extensivo de múltiples tecnologías.
Las tecnologías de las telecomunicaciones, en particular, han experimentado enormes progresos a partir del desarrollo y puesta en órbita de los primeros satélites de comunicaciones; del aumento de velocidad y memoria, y la disminución de tamaño y coste de las computadoras; de la miniaturización de circuitos electrónicos (circuito integrados); de la invención de los teléfonos celulares; etc. Todo ello permite comunicaciones casi instantáneas entre dos puntos cualesquiera del planeta, aunque la mayor parte de la población todavía no tiene acceso a ellas.

### Comercio
El comercio moderno, medio principal de intercambio de mercancías (productos tecnológicos), no podría llevarse a cabo sin las tecnologías del transporte fluvial, marítimo, terrestre y aéreo. Estas tecnologías incluyen tanto los medios de transporte (barcos, automotores, aviones, trenes, etc.), como también las vías de transporte y todas las instalaciones y servicios necesarios para su eficaz realización y eficiente uso: puertos, grúas de carga y descarga, carreteras, puentes, aeródromos, radares, combustibles, etc. El valor de los fletes, consecuencia directa de la eficiencia de las tecnologías de transporte usadas, ha sido desde tiempos remotos y sigue siendo hoy uno de los principales condicionantes del comercio.

### Recursos naturales
Un país con grandes recursos naturales será pobre si no tiene las tecnologías necesarias para su ventajosa explotación, lo que requiere una enorme gama de tecnologías de infraestructura y servicios esenciales. Asimismo, un país con grandes recursos naturales bien explotados tendrá una población pobre si la distribución de ingresos no permite a ésta un acceso adecuado a las tecnologías imprescindibles para la satisfacción de sus necesidades básicas. En la actual economía capitalista, el único bien de cambio que tiene la mayoría de las personas para la adquisición de los productos y servicios necesarios para su supervivencia es su trabajo. La disponibilidad de trabajo, condicionada por las tecnologías, es hoy una necesidad humana esencial.

### Trabajo
Si bien las técnicas y tecnologías también son parte esencial del trabajo artesanal, el trabajo fabril introdujo variantes tanto desde el punto de vista del tipo y propiedad de los medios de producción, como de la organización y realización del trabajo de producción. El alto costo de las máquinas usadas en los procesos de fabricación masiva, origen del capitalismo, tuvo como consecuencia que el trabajador perdiera la propiedad, y por ende el control, de los medios de producción de los productos que fabricaba. Perdió también el control de su modo de trabajar, de lo que es máximo exponente el taylorismo.

#### Taylorismo
Según Frederick W. Taylor, la organización del trabajo fabril debía eliminar tanto los movimientos inútiles de los trabajadores —por ser consumo innecesario de energía y de tiempo— como los tiempos muertos —aquellos en que el obrero estaba ocioso. Esta «organización científica del trabajo», como se la llamó en su época, disminuía la incidencia de la mano de obra en el costo de las manufacturas industriales, aumentando su productividad. Aunque la idea parecía razonable, no tenía en cuenta las necesidades de los obreros y fue llevada a límites extremos por los empresarios industriales. La reducción de las tareas a movimientos lo más sencillos posibles se usó para disminuir las destrezas necesarias para el trabajo, transferidas a máquinas, reduciendo en consecuencia los salarios y aumentando la inversión de capital y lo que Karl Marx denominó la plusvalía. Este exceso de especialización hizo que el obrero perdiera la satisfacción de su trabajo, ya que la mayoría de ellos nunca veía el producto terminado. Asimismo, llevada al extremo, la repetición monótona de movimientos generaba distracción, accidentes, mayor ausentismo laboral y pérdida de calidad del trabajo. Las tendencias contemporáneas, una de cuyas expresiones es el toyotismo, son de favorecer la iniciativa personal y la participación en etapas variadas del proceso productivo (flexibilización laboral), con el consiguiente aumento de satisfacción, rendimiento y compromiso personal en la tarea.

#### Fordismo
Henry Ford, el primer fabricante de automóviles que puso sus precios al alcance de un obrero calificado, logró reducir sus costos de producción gracias a una rigurosa organización del trabajo industrial. Su herramienta principal fue la cadena de montaje que reemplazó el desplazamiento del obrero en busca de las piezas al desplazamiento de éstas hasta el puesto fijo del obrero. La disminución del costo del producto se hizo a costa de la transformación del trabajo industrial en una sencilla tarea repetitiva, que resultaba agotadora por su ritmo indeclinable y su monotonía. La metodología fue satirizada por el actor y director inglés Charles Chaplin en su clásico filme Tiempos modernos y hoy estas tareas son realizadas por robots industriales.
La técnica de producción en serie de grandes cantidades de productos idénticos para disminuir su precio, está perdiendo gradualmente validez a medida que las maquinarias industriales son crecientemente controladas por computadoras, ellas permiten variar con bajo costo las características de los productos en la cadena de producción. Este es, por ejemplo, el caso del corte de prendas de vestir, aunque siguen siendo mayoritariamente cosidas por costureras con la ayuda de máquinas de coser individuales, en puestos fijos de trabajo.

#### Toyotismo
El toyotismo, cuyo nombre proviene de la fábrica de automóviles Toyota, su creadora, modifica las características negativas del fordismo. Se basa en la flexibilidad laboral, el fomento del trabajo en equipo y la participación del obrero en las decisiones productivas. Desde el punto de vista de los insumos, disminuye el costo de mantenimiento de inventarios ociosos mediante el sistema just in time, donde los componentes son provistos en el momento en que se necesitan para la fabricación. Aunque mantiene la producción en cadena, reemplaza las tareas repetitivas más agobiantes, como la soldadura de chasis, con robots industriales.

#### Reemplazo de puestos de trabajo
Uno de los instrumentos de que dispone la Economía para la detección de los puestos de trabajos eliminados o generados por las innovaciones tecnológicas es la matriz insumo-producto (en inglés, input-output matrix) desarrollada por el economista Wassily Leontief, cuyo uso por los gobiernos recién empieza a difundirse. La tendencia histórica es la disminución de los puestos de trabajo en los sectores económicos primarios ( agricultura, ganadería, pesca, silvicultura) y secundarios (minería, industria, sector energético y construcción) y su aumento en los terciarios (transporte, comunicaciones, servicios, comercio, turismo, educación, finanzas, administración, sanidad). Esto plantea la necesidad de medidas rápidas de los gobiernos en reubicación de mano de obra, con la previa e indispensable capacitación laboral.

### Publicidad
La mayoría de los productos tecnológicos se hacen con fines de lucro y su publicidad es crucial para su exitosa comercialización. La publicidad —que usa recursos tecnológicos como la imprenta, la radio y la televisión— es el principal medio por el que los fabricantes de bienes y los proveedores de servicios dan a conocer sus productos a los consumidores potenciales.
Idealmente la función técnica de la publicidad es la descripción de las propiedades del producto, para que los interesados puedan conocer cuan bien satisfará sus necesidades prácticas y si su costo está o no a su alcance. Esta función práctica se pone claramente de manifiesto solo en la publicidad de productos innovadores cuyas características es imprescindible dar a conocer para poder venderlos. Sin embargo, usualmente no se informa al usuario de la duración estimada de los artefactos o el tiempo de mantenimiento y los costos secundarios del uso de los servicios, factores cruciales para una elección racional entre alternativas similares. No cumplen su función técnica, en particular, las publicidades de sustancias que proporcionan alguna forma de placer, como los cigarrillos y el vino cuyo consumo prolongado o excesivo acarrea riesgos variados. En varios países, como Estados Unidos y Uruguay, el alto costo que causan en tecnologías médicas hizo que se obligara a advertir en sus envases los riesgos que acarrea el consumo del producto. Sin embargo, aunque lleven la advertencia en letra chica, estos productos nunca mencionan su función técnica de cambiar la percepción de la realidad, centrando sus mensajes en asociar el consumo solo con el placer, el éxito y el prestigio.

### Cultura

Estructura del macrosector de las telecomunicaciones.

Cada cultura distribuye de modo diferente la realización de las funciones y el usufructo de sus beneficios. Como la introducción de nuevas tecnologías modifica y reemplaza funciones humanas, cuando los cambios son suficientemente generalizados puede modificar también las relaciones humanas, generando un nuevo orden social. Las tecnologías no son independientes de la cultura, integran con ella un sistema socio-técnico inseparable. Las tecnologías disponibles en una cultura condicionan su forma de organización, así como la cosmovisión de una cultura condiciona las tecnologías que está dispuesta a usar.
En su libro Los orígenes de la civilización el historiado Vere Gordon Childe ha desarrollado detalladamente la estrecha vinculación entre la evolución tecnológica y la social de las culturas occidentales, desde sus orígenes prehistóricos. Marshall McLuhan ha hecho lo propio para la época contemporánea en el campo más restringido de las tecnologías de las telecomunicaciones.

### Medio ambiente
Desde tiempos prehistóricos, el hombre ha utilizado sus conocimientos para fabricar herramientas y máquinas para servir a sus propósitos, desde la rueda al ordenador. Algunos ahora alaban la tecnología como el fundamento de toda prosperidad, y creen que debieran imponerse pocas restricciones a su desarrollo. Otros la condenan como la causa de masivo daño al medio ambiente, y hacen un llamado a la imposición de controles estrictos. Pero la verdad es que es ambas cosas, y ninguna de las dos. La tecnología ha ayudado a traer riqueza a gran parte del mundo, mas también ha sido el instrumento de mucho del daño ocasionado al planeta y a la vida sobre él. Pero en sí misma es neutral: por bien o por mal, sus efectos dependen del uso que nosotros hacemos de ella.

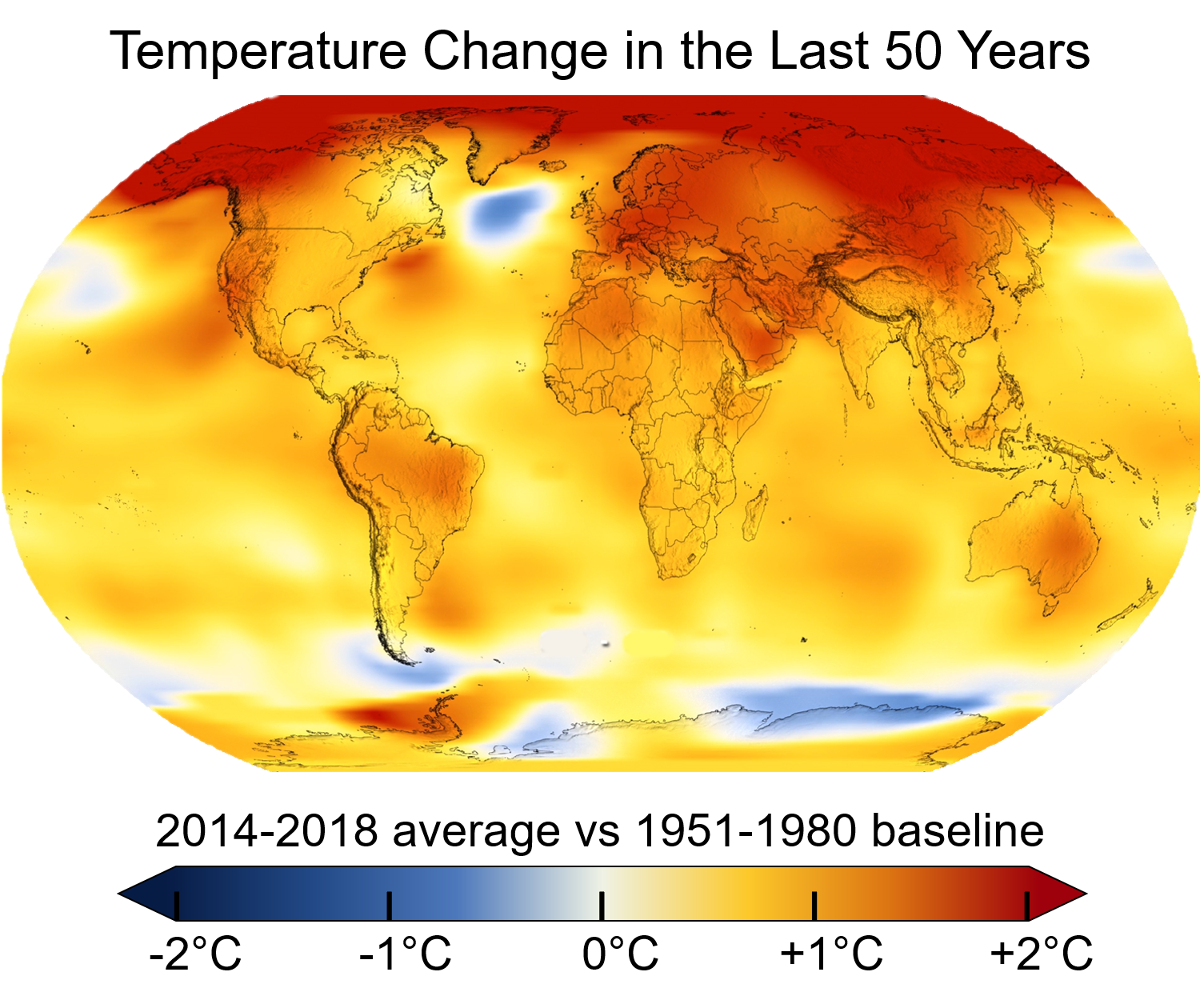
Cambio térmico en los últimos 50 años. Temperatura global media en 2014-2018 comparada con el promedio basal entre 1951 y 1980, de acuerdo al Instituto Goddard de Estudios Espaciales de la NASA.

Además del creciente reemplazo de los ambientes naturales (cuya preservación en casos particularmente deseables ha obligado a la creación de parques y reservas naturales), la extracción de ellos de materiales o su contaminación por el uso humano, está generando problemas de difícil reversión. Cuando esta extracción o contaminación excede la capacidad natural de reposición o regeneración, las consecuencias pueden ser muy graves. Son ejemplos:
- La deforestación.
- La contaminación de los suelos, las aguas y la atmósfera.
- El calentamiento global.
- La reducción de la capa de ozono.
- Las lluvias ácidas.
- La extinción de especies animales y vegetales.
- La desertificación por el uso de malas prácticas agrícolas y ganaderas.

Se pueden mitigar los efectos que las tecnologías producen sobre el medio ambiente estudiando los impactos ambientales que tendrá una obra antes de su ejecución, sea ésta la construcción de un caminito en la ladera de una montaña o la instalación de una gran fábrica de papel a la vera de un río. En muchos países estos estudios son obligatorios y deben tomarse recaudos para minimizar los impactos negativos (rara vez pueden eliminarse por completo) sobre el ambiente natural y maximizar (si existen) los impactos positivos (caso de obras para la prevención de aludes o inundaciones).
Para eliminar completamente los impactos ambientales negativos no debe tomarse de la naturaleza o incorporar a ella más de los que es capaz de reponer, o eliminar por sí misma. Por ejemplo, si se tala un árbol se debe plantar al menos uno; si se arrojan residuos orgánicos a un río, la cantidad no debe exceder su capacidad natural de degradación. Esto implica un costo adicional que debe ser provisto por la sociedad, transformando los que actualmente son costos externos de las actividades humanas (es decir, costos que no paga el causante, por ejemplo los industriales, sino otras personas) en costos internos de las actividades responsables del impacto negativo. De lo contrario se generan problemas que deberán ser resueltos por nuestros descendientes, con el grave riesgo de que en el transcurso del tiempo se transformen en problemas insolubles.
El concepto de desarrollo sustentable o sostenible tiene metas más modestas que el probablemente inalcanzable impacto ambiental nulo. Su expectativa es permitir satisfacer las necesidades básicas, no suntuarias, de las generaciones presentes sin afectar de manera irreversible la capacidad de las generaciones futuras de hacer lo propio. Además del uso moderado y racional de los recursos naturales, esto requiere el uso de tecnologías específicamente diseñadas para la conservación y protección del medio ambiente.

## Ética y tecnologías
A pesar de lo que afirmaban los luditas, y como el propio Marx señalara refiriéndose específicamente a las maquinarias industriales, las tecnologías no son ni buenas ni malas. Los juicios éticos no son aplicables a la tecnología, sino al uso que se hace de ella: la tecnología puede utilizarse para fabricar un cohete y bombardear un país, o para enviar comida a una zona marcada por la hambruna. Cuando la tecnología está bajo el dominio del lucro, se utiliza principalmente para el beneficio monetario, lo cual puede generar prejuicios subjetivos hacia la tecnología en sí misma y su función.
Cuando el lucro es la finalidad principal de las actividades tecnológicas, caso ampliamente mayoritario, el resultado inevitable es considerar a las personas como mercancía e impedir que la prioridad sea el beneficio humano y medioambiental, dando lugar a una alta ineficiencia y negligencia medioambiental.
Cuando hay seres vivos involucrados (animales de laboratorio y personas), caso de las tecnologías médicas, la experimentación tecnológica tiene restricciones éticas inexistentes para la materia inanimada.
Las consideraciones morales rara vez entran en juego para las tecnologías militares, y aunque existen acuerdos internacionales limitadores de las acciones admisibles para la guerra, como la Convención de Ginebra, estos acuerdos son frecuentemente violados por los países con argumentos de supervivencia y hasta de mera seguridad.

## Tecnologías emergentes
Tecnologías emergentes o tecnologías convergentes son términos usados para señalar la emergencia y convergencia de nuevas tecnologías, respectivamente, con potencial de demostrarse como tecnologías disruptivas. Y entre ellas, deben citarse la nanotecnología, la biotecnología, las tecnologías de la información y la comunicación, la VIULOnitiva, la robótica, y la inteligencia artificial.
Las tecnologías emergentes también pueden definirse como aquellas «innovaciones científicas que pueden crear una nueva industria o transformar una existente. Incluyen tecnologías discontinuas derivadas de innovaciones radicales [...] así como tecnologías más evolucionadas formadas a raíz de la convergencia de ramas de investigación antes separadas».
Aunque las denotaciones exactas de estas expresiones son vagas, varios escritores, incluyendo al empresario informático Bill Joy, han identificado grupos de cada una de estas tecnologías que consideran críticas para el futuro de la humanidad.

## Crítica a la tecnología

Luditas destrozan un telar mecánico en 1812.

Desde diferentes posiciones ideológicas, se han realizado críticas a la tecnología de forma global o parcial. Estas críticas consideran que o bien ciertas tecnologías suponen una amenaza, un riesgo o un mal de algún tipo, independientemente del uso que se las dé, o bien el conjunto de las tecnologías actuales suponen de manera inherente un mal. Entre las primeras, destacan aquellas críticas que se oponen a la tecnología nuclear, aquellas que se oponen a la posesión de armas de fuego y la argumentación que Francis Fukuyama realiza en su libro El fin del hombre. Consecuencias de la revolución biotecnológica, la cual se centra en los aspectos negativos de la biotecnología para el ser humano. Entre las segundas, destacan las obras de Jacques Ellul dedicadas al estudio de la «Technique», en especial La edad de la técnica, el manifiesto La sociedad industrial y su futuro y el libro de Jerry Mander En ausencia de lo sagrado. El fracaso de la tecnología y la supervivencia de las naciones indias. Este último autor expone que «en el actual clima de culto tecnológico está mal visto hablar contra la tecnología. A la menor crítica te expones a que te llamen 'ludita', con lo que se pretende equiparar oposición a la tecnología y estupidez». 
La idea de la neutralidad de la tecnología también es discutida por muchos de estos críticos. Así, Nicolás Martín Sosa defendía que «la tecnología, digámoslo una vez más, no es neutra; en toda sociedad organizada induce un conjunto de conceptos, de modelos de relaciones y de poderes que moldean nuestra forma de vivir y de pensar». Mander sostenía que «la idea de que la tecnología es neutral no es neutral en sí misma, puesto que nos impide ver hacia dónde nos dirigimos y favorece directamente a los promotores de la vía tecnológica centralizada».

## Tecnología y género
La relación entre género y tecnología se creó como respuesta a la larga marginalización de las mujeres respecto a profesiones y trabajos de orientación técnica.
La ciencia y la tecnología son fundamentales en el desarrollo económico de los países. Esta importancia creciente junto con las persistentes desigualdades entre mujeres, hombres e identidades no binarias en el ámbito tecnológico, hace que se planteen cuestiones urgentes e inevitables desde una perspectiva de género.
Aunque las barreras formales que impedían la participación de la mujer en la actividad tecnológica van desapareciendo con el paso del tiempo, siguen existiendo dificultades de acceso a puestos de responsabilidad y poder ligados a la escasa presencia profesional en esta área. Los motivos pueden ser de equilibrio entre el trabajo y la vida personal, los patrones y los enfoques de productividad específicos del género, los criterios de medición del rendimiento y de promoción, de motivación, de exclusión social e institucional, e incluso de identificación de lo científico y tecnológico con 'lo masculino'.
Y si la ciencia y la tecnología no están libres de la política ni por encima de ella, entonces en una sociedad caracterizada por jerarquías de género, los artefactos deben estar marcados también por el género. Dicho de otro modo, hemos llegado a ver la tecnología como algo a lo que se le ha dado forma socialmente, pero esta forma ha sido realizada por los hombres a favor de la exclusión de las mujeres. En general, la tecnología ha sido retratada como fuerza negativa, reproduciendo en lugar de transformando la división sexual del trabajo y el poder.